# クローディン・ゲイ
クローディン・ゲイ（Claudine Gay、 1970年8月4日 - ）は、アメリカの政治学者。2023年7月1日に第30代ハーバード大学学長に黒人として初めて就任した（女性としては2人目）。 彼女はハーバード大学でウィルバー・A・カウエット行政学教授と、アフリカ人およびアフリカ系アメリカ人研究教授を務め、ハーバード大学人文学部教授会のエッジャリー・ファミリー学部長も務めている。米国中西部政治学会の副会長でもある。
ゲイの研究テーマは、投票率と人種やアイデンティティによる政治活動を含むアメリカ人の政治行動である。

## 幼少期と教育
ゲイはハイチから米国へ移民した家族の子どもとして育った。彼女の両親はニューヨークで学生時代に出会った（母は看護学を、父は工学を学んでいた）。『バッド・フェミニスト』『飢える私』『むずかしい女たち』等の著作で日本でもで知られる作家のロクサーヌ・ゲイは従姉妹である。
子ども時代はニューヨークで過ごし、その後父が米国陸軍工兵隊に勤務したサウジアラビアで過ごした 。彼女の母親は正看護師だった。ゲイはフィリップス・エクセター・アカデミーに学んだ後、スタンフォード大学で経済学を学び、経済学の最優秀論文に与えられるアンナ・ローラ・マイヤーズ賞を受賞した。彼女は1992年に卒業している。そして1998年にハーバード大学から博士号を授与され、政治学の分野で最優秀論文に与えられる大学トッパン賞を受賞した。

## 経歴
2000年から2006年まで、ゲイはスタンフォード大学政治学部の助教授、そして准教授を務めた。2003-2004年の学事歴では、ゲイはスタンフォード大学行動科学高等研究センターのフェローだった。その後すぐにハーバード大学へ移り、2015年7月にはハーバード大学社会科学部長になった。2018年7月、ハーバード大学人文学部教授会のエッジャリー・ファミリー学部長に選ばれ、8月15日に就任した。
ゲイの研究テーマはアメリカ人の政治行動、人種とアイデンティティによる政治活動、そして投票率などである。
彼女は米国中西部政治学会の副会長である。
2017年から、ゲイはフィリップス・エクスター・アカデミーの評議員も務めている。
2022年12月15日、ハーバード大学はゲイがハーバード大学第30代学長に選出されたと発表した（任期開始は2023年7月1日から）。彼女はハーバード初の黒人学長であり、女性としても史上二人目である。同年10月のハマスによる攻撃への対応をめぐって反ユダヤ主義を許容してるとの批判や論文盗用疑惑を受け2024年1月2日に学長を辞職した。

## 業績
- 1998, with Katherine Tate. “Doubly Bound: The Impact of Gender and Race on the Politics of Black Women”. Political Psychology 19 (1).
- 2001. “The Effect of Black Congressional Representation on Political Participation”. American Political Science Review 95 (3).
- 2001. The Effect of Minority Districts and Minority Representation on Political Participation in California. San Francisco: Public Policy Institute of California.
- 2002. “Spirals of Trust? The Effect of Descriptive Representation on the Relationship Between Citizens and Their Government”. American Journal of Political Science 46 (4).
- 2004. “Putting Race in Context: Identifying the Environmental Determinants of Black Racial Attitudes”. American Political Science Review 98 (4).
- 2006. “Seeing Difference: The Effect of Economic Disparity on Black Attitudes Toward Latinos”. American Journal of Political Science 50 (4) : 997.
- 2007. “Legislating Without Constraints: The Effect of Minority Districting on Legislators' Responsiveness to Constituency Preferences”. The Journal of Politics 69 (2) : 456.
- 2012. “Moving to Opportunity: The Political Effects of a Housing Mobility Experiment”. Urban Affairs Review 48 (2) : 147-179.
- 2013, ed. with Jacqueline Chattopadhyay, ジェニファー・ホックスチャイルド, Michael Jones-Correa. Outsiders No More? Models of Immigrant Political Incorporation (オックスフォード大学出版局, 2013).
- 2014. “Knowledge Matters: Policy Cross-pressures and Black Partisanship”. Political Behavior 36 : 99-124.